# تفجيرات العراق 16 آب 2012
سلسلة من التفجيرات واطلاق النار في العراق في 16 آب 2012، 417 وهي واحدة من أعنف الهجمات التي وقعت بعد الانسحاب الأميركي من العراق. محصلة هذه الهجمات المنسقة التي طالت جميع أنحاء العراق كانت 128 قتيل ومالا يقل عن 400 جريح. على الأقل مما جعلها أكثر الهجمات دموية في البلاد منذ أكتوبر 2009، عندما قتل 155 في تفجيرين قرب وزارة العدل في بغداد.